# 김바다 (작가)
김바다는 대한민국의 드라마 작가이다. 

## 극본

### 드라마
- 2012년 OCN 일요드라마  《히어로》(공동집필)
- 2021년 넷플릭스 드라마 《마이 네임》(집필)

### 영화
- 2008년 영화 《슈퍼맨이었던 사나이》(각본)
- 2012년 영화 《홈 익스체인지》(각본)
- 2014년 영화 《조선미녀 삼총사》(각본)
- 2016년 영화 《목숨 건 연애》(각본)

## 출연

### 영화
- 2002년 영화 《오버 더 레인보우》(단역)